# Hieracium multidens
Hieracium multidens es una especie de planta con flor del género Hieracium, de la familia Asteraceae, orden Asterales.

## Distribución
Hieracium multidens se distribuye por Suecia.

## Taxonomía
Fue descrita científicamente por (Adlerz) Adlerz ex Johanss.